# Municipio de Hartford (Indiana)
El municipio de Hartford (en inglés: Hartford Township) es un municipio ubicado en el condado de Adams en el estado estadounidense de Indiana. En el año 2010 tenía una población de 872 habitantes y una densidad poblacional de 13,98 personas por km².

## Geografía
El municipio de Hartford se encuentra ubicado en las coordenadas 40°36′32″N 85°1′40″O / 40.60889, -85.02778. Según la Oficina del Censo de los Estados Unidos, el municipio tiene una superficie total de 62.35 km², de la cual 62,15 km² corresponden a tierra firme y (0,32 %) 0,2 km² es agua.

## Demografía
Según el censo de 2010, había 872 personas residiendo en el municipio de Hartford. La densidad de población era de 13,98 hab./km². De los 872 habitantes, el municipio de Hartford estaba compuesto por el 98,28 % blancos, el 0,46 % eran afroamericanos, el 0,11 % eran amerindios y el 1,15 % eran de una mezcla de razas. Del total de la población el 1,49 % eran hispanos o latinos de cualquier raza.